# سیاهک ذرت
سیاهک ذرت یا سیاهک معمولی ذرت (نام علمی: Ustilago maydis) نام یک گونه از راسته سیاهک‌قارچ‌سانان است.

## نگارخانه

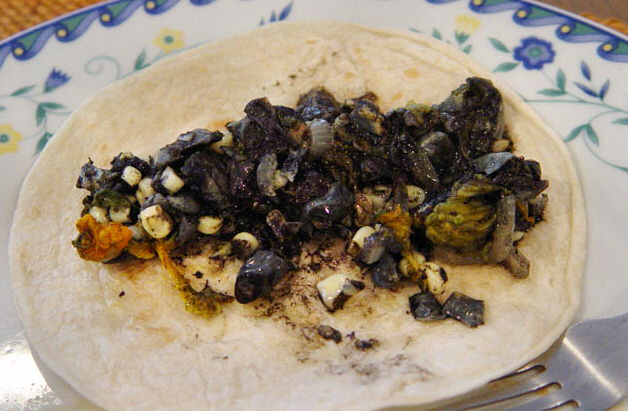
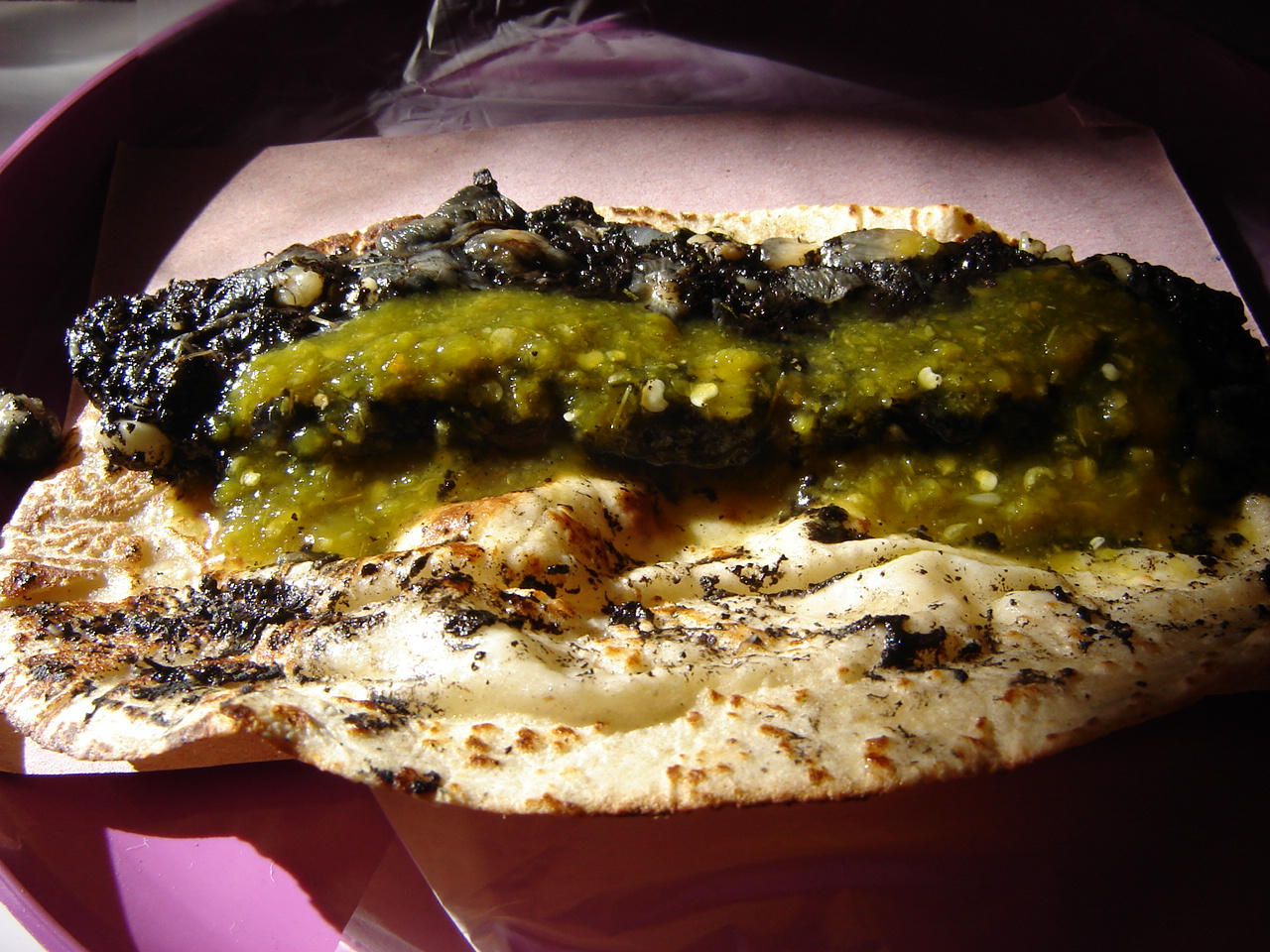
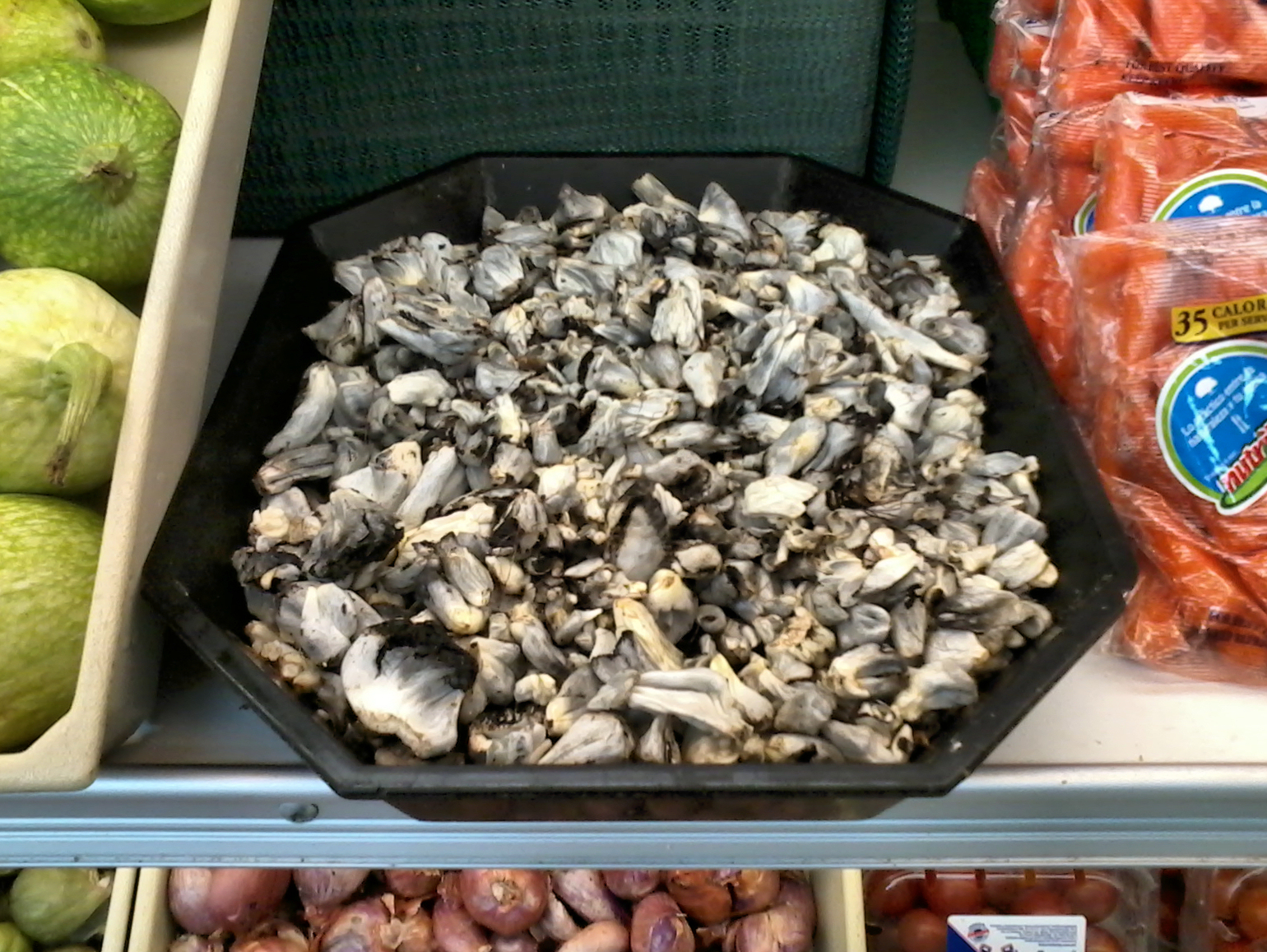